# Silylen
Silylen je anorganická sloučenina se vzorcem SiH2, křemíkový analog methylenu, nejjednoduššího karbenu.V plynném skupenství je stabilní, ovšem při kondenzaci značně reaktivní. Na rozdíl od karbenů, které mohou vytvářet singletový nebo tripletový stav, jsou silylen a jeho deriváty vždy singletové.
Jako silyleny se označují deriváty základního silylenu, kde jsou atomy vodíku nahrazeny jinými funkčními skupinami; většina jich obsahuje amido- (NR2) nebo alkylové a/nebo arylové skupiny.
Silyleny byly navrženy jako reaktivní meziprodukty některých reakcí. Jedná se o analogy karbenů.

## Vznik a vlastnosti
Silyleny vznikají termolýzami nebo fotolýzami polysilanů, reakcemi křemíkových atomů (inserčními, adičními nebo odštěpením), pyrolýzami silanů, nebo redukcemi 1,1-dihalogensilanů. Předpokládalo se, že i přeměna elementárního Si na čtyřvazný Si ve sloučeninách probíhá přes silylenové meziprodukty:
Si + Cl2 → SiCl2
SiCl2 + Cl2 → SiCl4
Podobné meziprodukty se vyskytují v Müllerově–Rochowově procesu, kde reaguje chlormethan s křemíkem.
Prvním pozorovaným silylenem byl dimethylsilylen, získaný dechlorací dimethyldichlorsilanu:
SiCl2(CH3)2 + 2 K → Si(CH3)2 + 2 KCl
Dimethylsilylen lze připravit dechlorací za přítomnosti trimethylsilanu, zachyceným produktem je ale pentamethyldisilan:
Si(CH3)2 + HSi(CH3)3 → (CH3)2Si(H)−Si(CH3)3
N-heterocyklickým silylenem izolovatelným za povrchové teploty je například N,N′-di-terc-butyl-1,3-diaza-2-silacyklopent-4-en-2-yliden, který připravil Michael K. Denk v roce 1994.

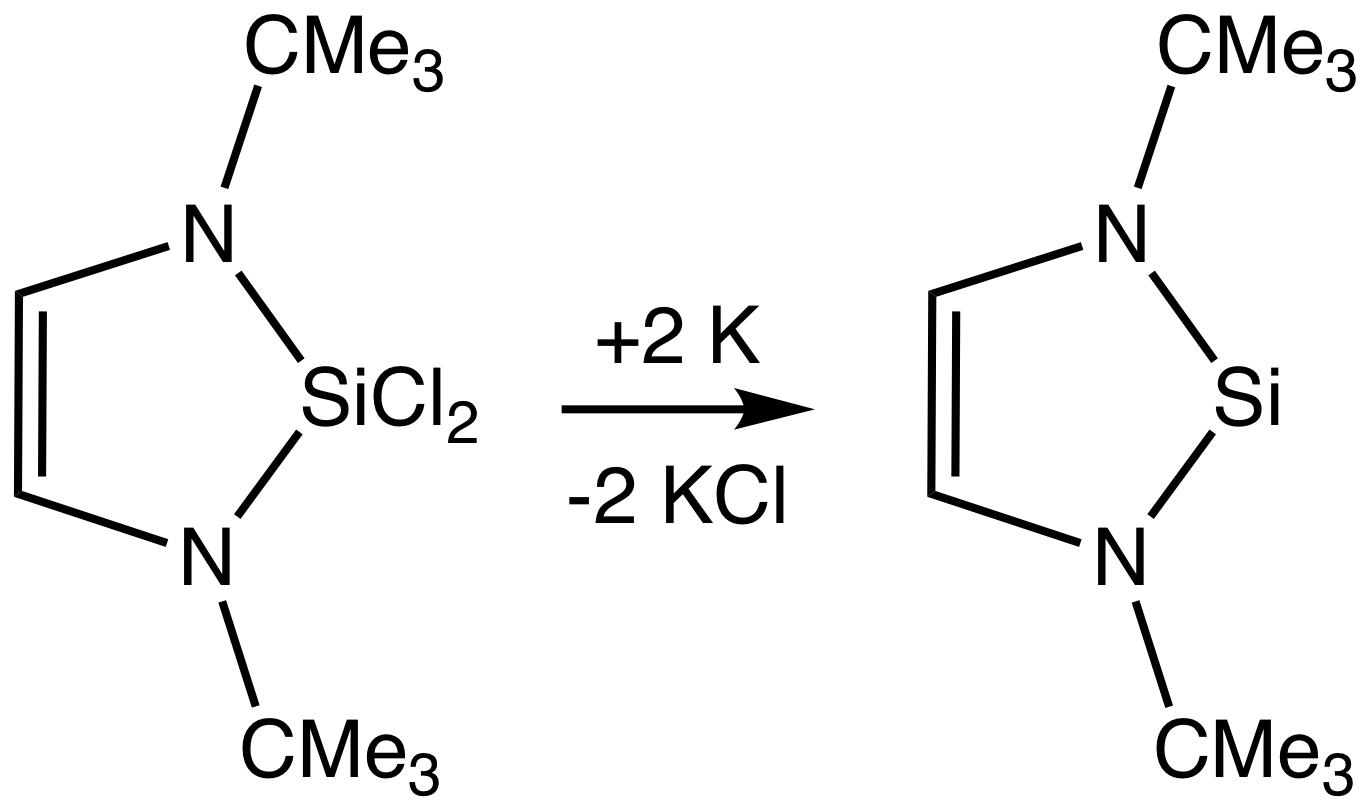
Příprava izolovatelného silylenu

Silylen je stabilizován dodáváním π-elektronů z α-amidocenter. Dehalogenace diorganokřemíkových dihalogenidů jsou dobře prozkoumanou skupinou reakcí.

## Podobné reakce

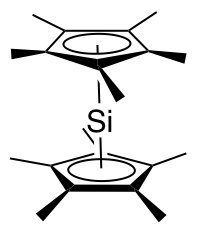
Dekamethylsilikocen patří také mezi silyleny.

V jedné studii byl získán difenylsilylen fotolýzou trisilanu:
Silylen lze pozorovat pomocí ultrafialovo-viditelné spektroskopie na 520 nm, jeho chemický poločas činí 2 μs. Pokud se do reakční směsi přidá methanol, tak zapůsobí jako chemická past s rychlostní konstantou druhého řádu 13×1010 mol−1 s−1.